# 汜水镇
汜水镇，是中国河南省郑州市荥阳市下属的一个镇，位于荥阳市区以西约17公里的汜水汇入黄河处，镇区面积58.2平方公里，人口2.8万（1997年），下辖14个行政村。著名的虎牢关便位于汜水镇内。

## 行政区划
汜水镇下辖以下地区：
寥峪村、十里堡村、南屯村、新沟村、虎牢关村、周沟村、老君堂村、东河南村、西邢村、滹沱村、清静沟村、赵村、口子村和汜水村。